# Луций Семпроний Атрацин (консул 34 пр.н.е.)
Вижте пояснителната страница за други личности с името Луций Семпроний Атрацин.
Луций Семпроний Атрацин (на латински: Lucius Sempronius Atratinus; * 73 пр.н.е.; † 7 г.) e политик и юрист на късната Римска република през 1 век пр.н.е. и 1 век.
Произлиза от клон Атрацин на фамилията Семпронии. Син е на Луций Калпурний Бестия (57 пр.н.е. плебейски едил). Като малък той е осиновен от Луций Семпроний.
Като 17-годишен той води през 56 пр.н.е. процес против Марк Целий Руф, който малко преди това е обвинил истинския му баща Луций Калпурний Бестия в купуване на гласове. Целий е защитаван от Цицерон и печели процеса. През 40 пр.н.е. Семпроний поема религиозната служба авгур и политически е от последователите на Марк Антоний. В края на 40 р.н.е. той се застъпва в Сената за дошлия в Рим Ирод Велики, който е избягал от партите и търси римска военна помощ за да завладее отново Юдея. Следващите години Семпроний e legatus pro praetore за Антоний в Гърция.
През 34 пр.н.е. Луций Семпроний Атрацин е избран за суфектконсул. Той е на служба до 1 юли.  През 34 пр.н.е. консули са: Марк Антоний II (само 1 ден) и Луций Скрибоний Либон.
Суфектконсули са: Луций Семпроний Атрацин (до 1 юли), Павел Емилий Лепид, Гай Мемий и
Марк Херений Пицен (от 1 ноември).
Семпроний се присъединява към Октавиан. От благодарност Семпроний получава службата проконсул на провинция Африка през 23 пр.н.е. През 21 пр.н.е. се връща в Рим и получава триумф.
Семпроний е женен за Марция Цензорина. Неговата дъщеря Семпрония Атрацина е първата съпруга на Павел Емилий Лепид, който е племенник на триумвира Марк Емилий Лепид.
Сестра му Семпрония е омъжена за Луций Гелий Публикола (консул 36 пр.н.е.).
Семпроний умира на 80 години през 7 г., вероятно се е самоубил.